# Калганский район
Калганский район — административно-территориальная единица (район) в Забайкальском крае Российской Федерации.
В рамках организации местного самоуправления в границах района функционирует Калганский муниципальный округ (в 2004—2023 гг. — муниципальный район).
Административный центр — село Калга.

## География
Район расположен на юго-востоке Забайкальского края. Имеет границу с Китаем по р. Аргунь. В районе расположены отроги Нерчинского хр. Распространены холмисто-увалистые и мелкосопочные возвышенные равнины с высотами 500—700 м. На востоке района расположена долина р. Аргунь. Имеются месторождения: Большой Коруй — аллювиальная россыпь золота, Гурулевское месторождение мышьяка, Донинское месторождение родонита, Запокровское месторождение мышьяка, Ируновское полиметаллическое месторождение, Кадаинское полиметаллическое месторождение, Калазырга — месторождение россыпного золота, Козловское месторождение золота, Октябрьское месторождение мышьяка, Покровское полиметаллическое месторождение, Черепановское месторождение россыпного золота и др.
Климат резко континентальный. Средняя температура в июле +18 ÷ +20 °C (максимальная +39 °C), в январе −26 ÷ −28 °C (абс. минимум −53 °C). Среднегодовое количество осадков 350—500 мм. Продолжительность вегетационного периода от 120 до 150 дней. Распространены чернозёмы мучнисто-карбонатные и бескарбонатные или малокарбонатные глубокопромерзающие. По речным долинам — аллювиально-луговые глубокопромерзающие, горные мерзлотно-таёжные дерновые, мерзлотные лугово-лесные. Распространены пижмовые степи, местами в сочетании с зарослями ильмовника и абрикоса. Среднегорные лиственничные леса с ярусом из багульника сменяются берёзовыми травяными лесами в полосе контакта таёжных и степных формаций и берёзовыми лесами в сочетании с пижмовыми степями и остепненно-разнотравными лугами.

## История
Район образован 8 декабря 1942 года из 7 сельсоветов Быркинского района и 13 сельсоветов Нерчинско-Заводского района.

## Население
| 2002   | 2007  | 2009  | 2010  | 2011  | 2012  | 2013  | 2014  | 2015  |
| ------ | ----- | ----- | ----- | ----- | ----- | ----- | ----- | ----- |
| 10 303 | ↘9900 | ↘9856 | ↘8771 | ↘8750 | ↘8604 | ↘8409 | ↘8283 | ↘8126 |
| 2016   | 2017  | 2018  | 2019  | 2020  | 2021  |       |       |       |
| ↘7937  | ↘7743 | ↘7612 | ↘7460 | ↘7272 | ↘5945 |       |       |       |

## Муниципально-территориальное устройство
В рамках организации местного самоуправления в границах района функционирует Калганский муниципальный округ (в 2004—2023 гг. — муниципальный район).
В муниципальный район с 2004 до 2023 гг. входили 11 муниципальных образований со статусом сельского поселения:
| №  | Сельское поселение  | Административный центр | Количество населённых пунктов | Население (чел.) | Площадь (км²) |
| -- | ------------------- | ---------------------- | ----------------------------- | ---------------- | ------------- |
| 1  | Буринское           | село Бура              | 2                             | ↘471             | 255,82        |
| 2  | Верхне-Калгуканское | село Верхний Калгукан  | 1                             | ↘231             | 205,49        |
| 3  | Доновское           | село Доно              | 2                             | ↘498             | 936,34        |
| 4  | Кадаинское          | село Кадая             | 2                             | ↘577             | 67,55         |
| 5  | Калганское          | село Калга             | 1                             | ↘2589            | 230,39        |
| 6  | Козловское          | село Козлово           | 1                             | ↘136             | 426,07        |
| 7  | Нижне-Калгуканское  | село Нижний Калгукан   | 2                             | ↘408             | 255,04        |
| 8  | Средне-Борзинское   | село Средняя Борзя     | 1                             | ↘289             | 235,52        |
| 9  | Чингильтуйское      | село Чингильтуй        | 1                             | ↘241             | 113,67        |
| 10 | Чупровское          | село Чупрово           | 1                             | ↘386             | 326,94        |
| 11 | Шивиинское          | село Шивия             | 2                             | ↘119             | 179,77        |

В июне 2023 года все сельские поселения  вместе с муниципальным районом были упразднены и объединены в Калганский муниципальный округ.

## Населённые пункты
В Калганском районе 16 населённых пунктов.
| №  | Населённый пункт    | Тип  | Население    | Сельское поселение  |
| -- | ------------------- | ---- | ------------ | ------------------- |
| 1  | Бура                | село | ↘518 (2021)  | Буринское           |
| 2  | Бура 1-я            | село | 1 (2021)     | Буринское           |
| 3  | Верхний Калгукан    | село | ↘231 (2021)  | Верхне-Калгуканское |
| 4  | Доно                | село | ↘632 (2021)  | Доновское           |
| 5  | Доно 1-е            | село | 0 (2021)     | Доновское           |
| 6  | Запокровский        | село | ↘3 (2021)    | Шивиинское          |
| 7  | Кадая               | село | ↘830 (2021)  | Кадаинское          |
| 8  | Кадая 1-я           | село | 0 (2021)     | Кадаинское          |
| 9  | Калга               | село | ↘2589 (2021) | Калганское          |
| 10 | Козлово             | село | ↘136 (2021)  | Козловское          |
| 11 | Нижний Калгукан     | село | ↘546 (2021)  | Нижне-Калгуканское  |
| 12 | Нижний Калгукан 1-й | село | 0 (2021)     | Нижне-Калгуканское  |
| 13 | Средняя Борзя       | село | ↘289 (2021)  | Средне-Борзинское   |
| 14 | Чингильтуй          | село | ↘241 (2021)  | Чингильтуйское      |
| 15 | Чупрово             | село | ↘386 (2021)  | Чупровское          |
| 16 | Шивия               | село | ↘115 (2021)  | Шивиинское          |

Законом Забайкальского края от 25 декабря 2013 года на территории района было решено образовать новые сёла: Бура 1-я, Доно 1-е, Кадая 2-я, Нижний Калгукан 1-й. В 2018 году было принято решение об изменении предполагаемого названия Кадая 2-я на Кадая 1-я. На федеральном уровне соответствующие наименования им были присвоены Распоряжениями Правительства России: от 11 апреля 2015 года N 636-р — сёлам Бура 1-я, Доно 1-е, Нижний Калгукан 1-й, от 11 октября 2018 года № 2186-р — селу Кадая 1-я.

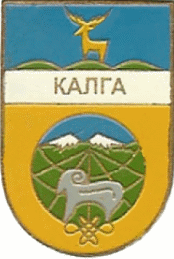
Герб

## Экономика
До середины 1990-х в районе производилась подземная разработка месторождений полиметаллических руд на Благодатском руднике, Кадаинском руднике Нерчинского полиметаллического комбината. Осуществляется переработка сельхозсырья, производство хлеба и хлебобулочных изделий. Сельхозпредприятия специализируются на овцеводстве, выращивании зерновых. Сельскохозяйственное производство ведут: колхоз «Доновский» (с. Доно), коопхоз «Бура» (с. Бура), совхоз «Верхне-Калгуканский» (с. Верхний Калгукан), коопхоз «Запокровский» (с. Шивия), СХК «Рассвет» (с. Чупрово), кооперативное хозяйство «Победа» (с. Чингильтуй) и др. 

## Образование и культура
На 2000 год в районе функционировали 11 дневных общеобразовательных учреждений, 12 библиотек, 14 клубов, 2 больницы и 10 фельдшерско-акушерских пунктов. На территории района находится памятник архитектуры и градостроительства, ныне действующая Свято-Никольская церковь (с. Доно). Выходит еженедельная газета «Родная земля».